# Fästningen i Ardennerna
Fästningen i Ardennerna (engelska: Castle Keep) är en amerikansk långfilm från 1969 i regi av Sydney Pollack, med Burt Lancaster, Patrick O'Neal, Jean-Pierre Aumont och Peter Falk i rollerna. Filmen är baserad på romanen Castle Keep av William Eastlake.

## Handling
En grupp amerikanska soldater inkvarteras i ett belgiskt slott under andra världskriget. Vid den tyska Ardenneroffensiven  måste de försvara slottet.

## Rollista
| Burt Lancaster     | – Major Falconer                    |
| Patrick O'Neal     | – Kapten Beckman                    |
| Jean-Pierre Aumont | – Greven av Maldorais               |
| Peter Falk         | – Sergeant Rossi                    |
| Astrid Heeren      | – Therese                           |
| Scott Wilson       | – Korpral Clearboy                  |
| Tony Bill          | – Löjtnant Amberjack                |
| Al Freeman Jr.     | – Menig Allistair Piersall Benjamin |
| James Patterson    | – Elk                               |
| Bruce Dern         | – Löjtnant Bix                      |
| Michael Conrad     | – Sergeant DeVaca                   |